# شریف مومن
شریف مؤمن (انگلیسی: Sherif Moemen؛ زادهٔ ۲۹ آوریل ۱۹۷۴) بازیکن هندبال اهل مصر بود.